# رابین هانتر
رابین هانتر (انگلیسی: Robin Hunter؛ ‏ ۴ سپتامبر ۱۹۲۹ – ۸ مارس ۲۰۰۴) بازیگر اهل بریتانیا بود.
از فیلم‌ها یا برنامه‌های تلویزیونی که وی در آن نقش داشته‌است، می‌توان به سرباز جهانی، پوآرو، ادامه بده، آهنگ، سیرک خون‌آشام و شبح اپرا اشاره کرد.